# Veľký Blh
Veľký Blh (in ungherese: Vámosbalog) è un comune della Slovacchia facente parte del distretto di Rimavská Sobota, nella regione di Banská Bystrica.